# Comuna Lîseatîci, Strîi
Lîseatîci (în ucraineană Лисятичі) este o comună în raionul Strîi, regiunea Liov, Ucraina, formată din satele Kutî, Lîseatîci (reședința), Luh și Pukenîci.

## Demografie
Componența lingvistică a comunei Lîseatîci
     Ucraineană (99,79%)
     Alte limbi (0,21%)
Conform recensământului din 2001, majoritatea populației comunei Lîseatîci era vorbitoare de ucraineană (99,79%), existând în minoritate și vorbitori de alte limbi.